# Аналіз Вільсона
Аналіз Вільсона (рос. анализ Вильсона, англ. Free-Wilson analysis) — метод регресійного аналізу, де при встановленні залежностей типу біологічна активність — структура враховується лише факт наявності або відсутності певного замісника чи групи в молекулі, що є єдиним молекулярним дескриптором.
Аналіз Вільсона — простий та ефективний метод кількісного опису взаємозв'язків структурної діяльності. Це єдиний чисельний метод, який безпосередньо пов'язує структурні особливості з біологічними властивостями